# Canthigaster flavoreticulata
Canthigaster flavoreticulata là một loài cá biển thuộc chi Canthigaster trong họ Cá nóc. Loài này được mô tả lần đầu tiên vào năm 1986.

## Phân bố và môi trường sống
C. flavoreticulata có phạm vi phân bố giới hạn ở vùng biển Tây Nam Thái Bình Dương. Loài này chỉ được tìm thấy tại dãy núi ngầm Tonga. C. flavoreticulata sống xung quanh các rạn san hô và đá ngầm ở độ sâu khoảng từ 98 đến 111 m.

## Mô tả
C. flavoreticulata trưởng thành có kích thước tối đa được ghi nhận là khoảng 11 cm.
Cũng như những loài cá nóc khác, C. flavoreticulata có khả năng sản xuất và tích lũy các độc tố như tetrodotoxin và saxitoxin trong da, tuyến sinh dục và gan. Mức độ độc tính khác nhau tùy theo từng loài, và cũng phụ thuộc vào khu vực địa lý và mùa.